# Anthoxanthum ecklonii
Anthoxanthum ecklonii är en gräsart som först beskrevs av Christian Gottfried Daniel Nees von Esenbeck och Carl Bernhard von Trinius, och fick sitt nu gällande namn av Otto Stapf. Anthoxanthum ecklonii ingår i släktet vårbroddssläktet, och familjen gräs. Inga underarter finns listade i Catalogue of Life.